# Emusmygar
Emusmygar (Stipiturus) är ett fågelsläkte i familjen blåsmygar inom ordningen tättingar. Arterna i släktet förekommer enbart i Australien. Släktet omfattar endast tre arter:
- Sydlig emusmyg (S. malachurus)
- Rostkronad emusmyg (S. ruficeps)
- Brunkronad emusmyg (S. mallee)